# Rallye des 1000 lacs 1976
Le Rallye des 1000 lacs 1976 (26 Jyväskylän Suurajot), disputé du 27 au 29 août 1976, est la trente-huitième manche du championnat du monde des rallyes (WRC) courue depuis 1973, et la septième manche du championnat du monde des rallyes 1976 (WRC).

## Contexte avant la course

### Le championnat du monde
Créé en 1973, le championnat mondial des rallyes pour marques regroupe les plus grandes épreuves routières internationales. Dix manches sont inscrites au calendrier 1976, la majorité se disputant sur terre. Les rallyes du championnat sont réservés aux voitures des catégories suivantes :
- Groupe 1 : voitures de tourisme de série
- Groupe 2 : voitures de tourisme spéciales
- Groupe 3 : voitures de grand tourisme de série
- Groupe 4 : voitures de grand tourisme spéciales

Championne du monde à deux reprises (1974 et 1975), la Lancia domine à nouveau cette saison, disposant de vingt points d'avance sur Opel, qui ne dispose pas d'un modèle capable de s'imposer à la régulière face à la redoutable Stratos. Lancia a une nouvelle fois fait l'impasse sur l'épreuve des 1000 lacs, estimant réduites ses chances d'y obtenir un résultat probant sans la présence d'un pilote finlandais dans l'équipe. L'industrie italienne est toutefois présente grâce à Fiat, dont la nouvelle 131 Abarth s'est montrée très performante au Maroc, pour sa première sortie en championnat.

### L'épreuve

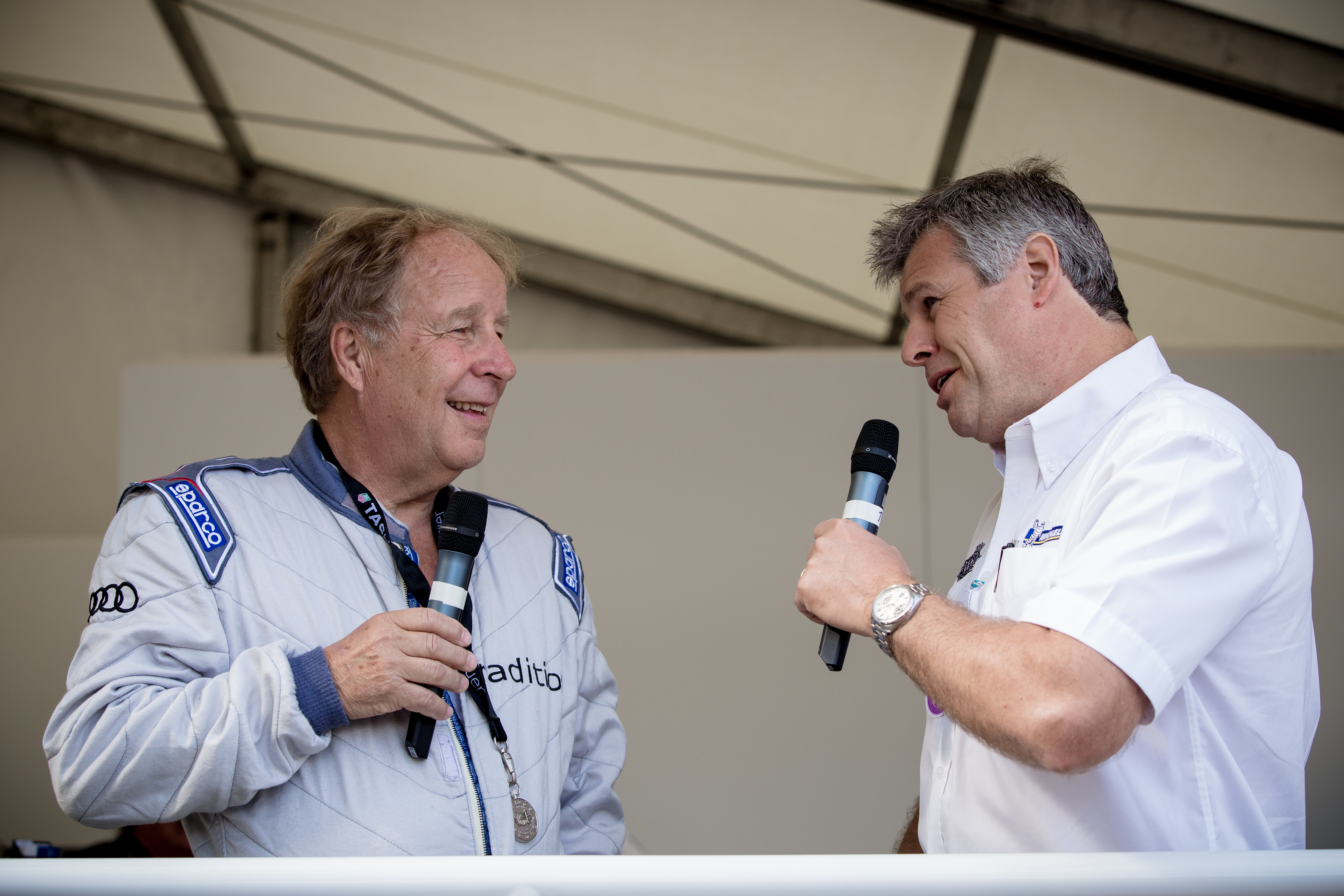
Le Finlandais Hannu Mikkola (ici interviewé en 2014 lors d'une épreuve historique), maintes fois victorieux aux 1000 lacs.

Apparu en 1951, le rallye des 1000 lacs (officiellement « Jyväkylän Suurajot ») est l'une des plus rapides épreuves sur terre, certains secteurs étant parcourus à plus de 120 km/h de moyenne. Les larges chemins forestiers comportent de nombreuses bosses, souvent abordées à près de 200 km/h, les voitures effectuant des sauts très spectaculaires. Les reconnaissances étant effectuées à allure réduite à cause de la limitation de vitesse à 60 km/h. À l'époque, seuls des pilotes nordiques ont réussi à s'imposer dans cette épreuve, avantagés par leur parfaite connaissance du parcours. Dernier vainqueur en date, le Finlandais Hannu Mikkola a remporté son épreuve nationale à cinq reprises entre 1968 et 1975 ; il devance au nombre de victoires son compatriote Timo Mäkinen, qui compte quatre succès sur ses terres.

## Le parcours
- départ : 27 août 1976 de Jyväskylä
- arrivée : 29 août 1976 à Jyväskylä

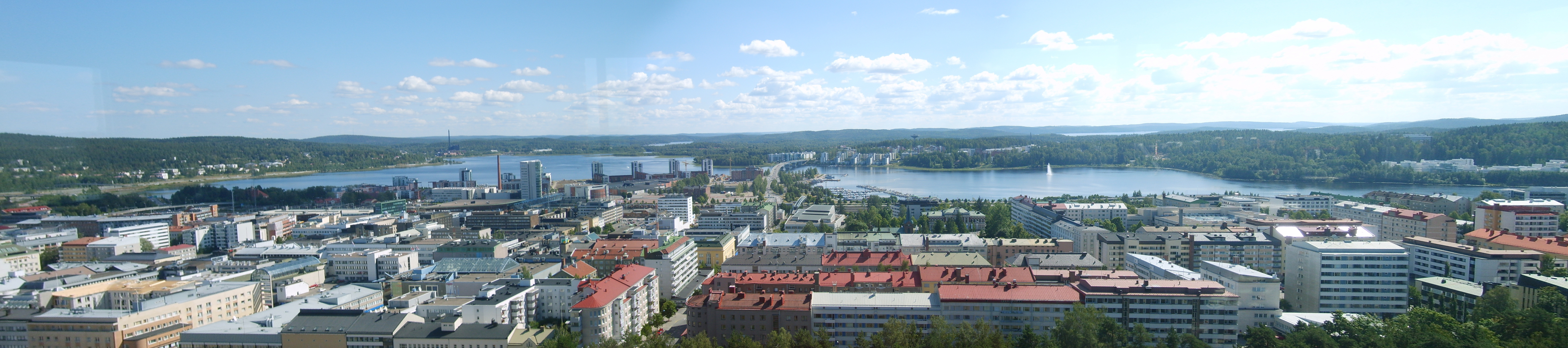
Jyväskylä, ville départ et ville d'arrivée du rallye des 1000 lacs.

- distance : 1 475 km dont 428 km sur 45 épreuves spéciales
- surface : terre
- Parcours divisé en deux étapes[3]

### Première étape
- Jyväskylä - Savonlinna, du 27 au 28 août
- 20 épreuves spéciales, 250,4 km

### Deuxième étape
- Savonlinna - Jyväskylä, du 28 au 29 août
- 25 épreuves spéciales, 177,6 km

## Les forces en présence
- Fiat

Le constructeur italien, par le biais de son importateur local, n'a engagé qu'une seule 131 Abarth groupe 4, confiée au Finlandais Markku Alén, malchanceux au Maroc sur cette même voiture. La 131 dispose d'un moteur deux litres, seize soupapes, développant 215 chevaux à 7000 tr/min.
- Ford

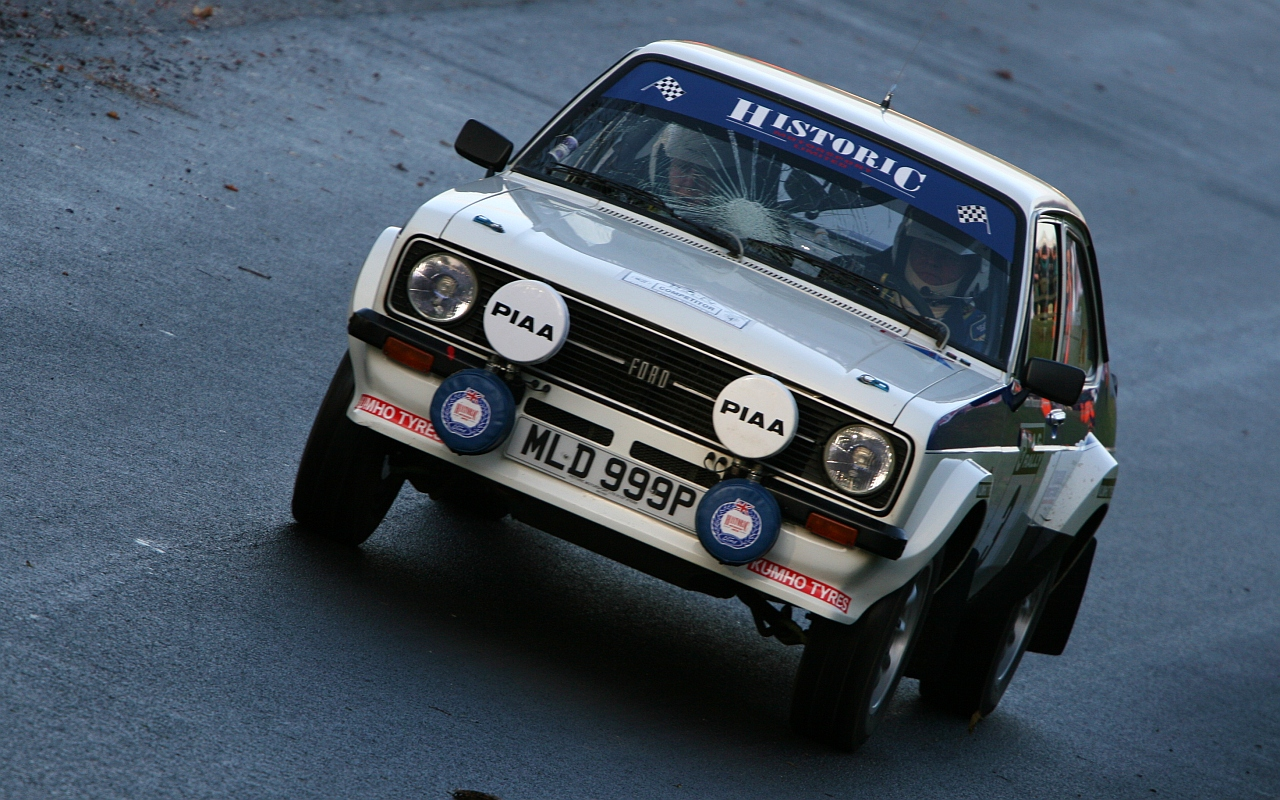
L'Escort RS1800 groupe 4 (ici lors d'une course historique), une des favorites de l'épreuve.

L'usine de Boreham engage deux Escort RS1800 groupe 4 (980 kg, moteur quatre cylindres, deux litres, 240 chevaux) pour Timo Mäkinen et Ari Vatanen, ainsi que deux Escort RS2000 groupe 1 pour Kyösti Hämäläinen et Markku Saaristo. Pentti Airikkala dispose d'une version groupe 4 préparée par une écurie privée, pratiquement identique à celles alignées par l'usine, tandis que, tout comme au Maroc, Ford France a engagé trois RS2000 groupe 1 pour Guy Chasseuil, Gérard Sainpy et Anny-Charlotte Verney.
- Saab

Les Saab 99 groupe 4 effectuent ici leurs débuts en championnat. L'usine a engagé deux de ces voitures pour Stig Blomqvist et Per Eklund. Leur moteur deux litres seize soupapes développe 220 chevaux. De son côté, l'importateur finlandais de la marque a engagé trois 96 V4 groupe 4 à moteur Ford pour Tapio Rainio (moteur deux litres, plus de 180 chevaux), Simo Lampinen et Jari Vilkas (versions 1850 cm3, 170 chevaux). Quelques pilotes privés disposent de voitures identiques.
- Toyota

Vainqueur des deux éditions précédentes, Hannu Mikkola dispose cette année d'un coupé Toyota Celica groupe 4 (moteur deux litres seize soupapes, environ 230 chevaux), engagée par l'importateur finlandais. Le pilote suédois Leif Asterhag dispose quant à lui d'une Corolla 1600 groupe 4, engagée par Toyota Suède.
- Opel

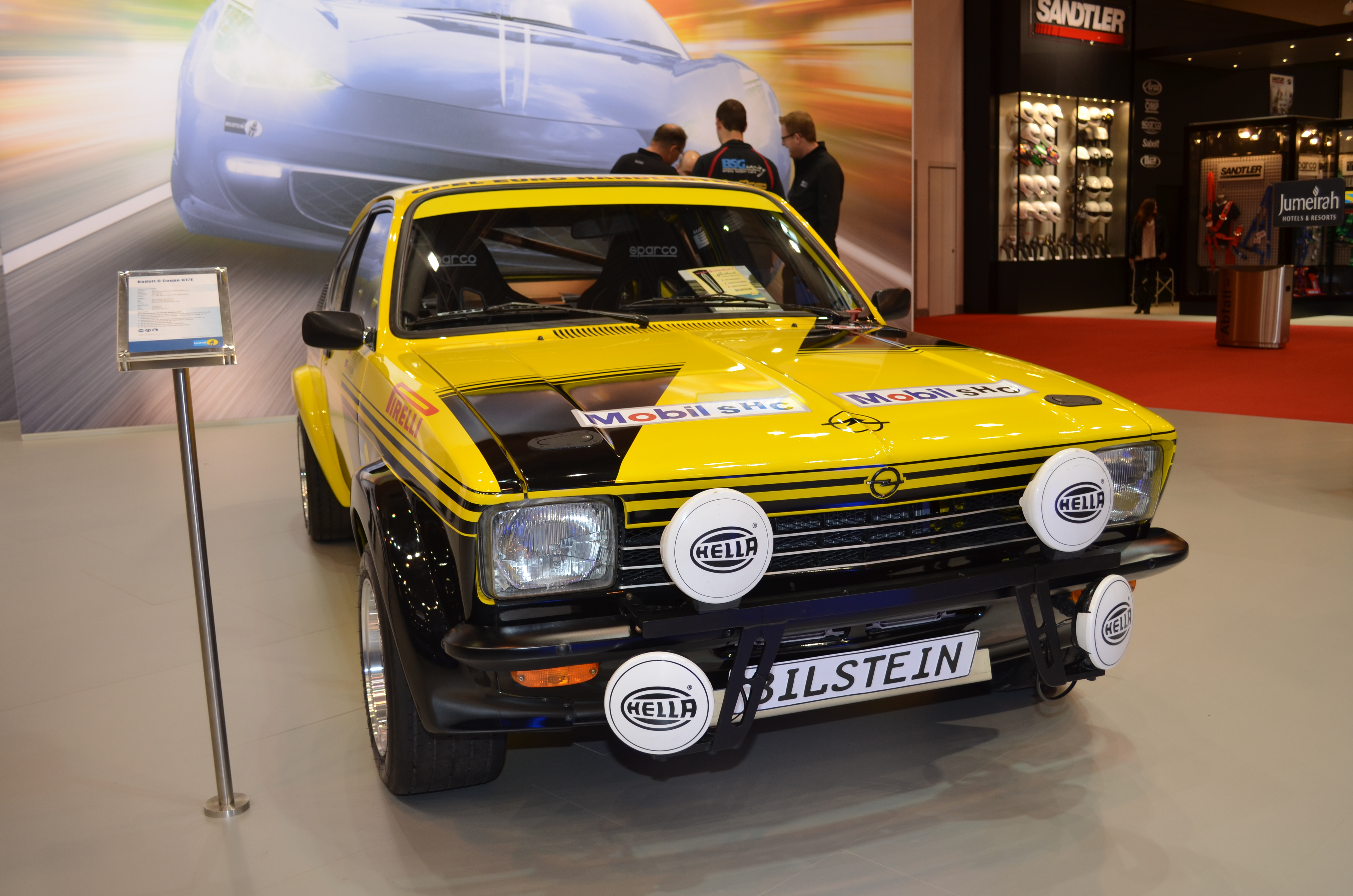
L'Opel Kadett GT/E groupe 4 de l'Euro Händler Team.

L'Euro Händler Team a engagé une seule Kadett GT/E groupe 4 (moteur quatre cylindres deux litres, injection, 16 soupapes, 240 chevaux), confiée au pilote suédois Anders Kulläng.
- Datsun

L'espoir finlandais Timo Salonen dispose d'un coupé Violet 160J groupe 4 (moteur deux litres seize soupapes, 205 chevaux).
- Chrysler

Le groupe américain est largement représenté en groupe 1 et groupe 2, grâce à l'importateur qui a engagé des Sunbeam Avenger dans ces deux catégories. Les plus en vue sont celles de Pauli Toivonen (groupe 2), Timo Mäkelä et Erkki Pitkänen (groupe 1).

## Déroulement de la course

### Première étape
Le départ de la première étape est donné de Jyväskylä, le vendredi soir, à 18 heures. Timo Mäkinen (Ford Escort) se montre le plus rapide sur les quatre kilomètres de la première spéciale, devançant de peu Pentti Airikkala (Escort privée) et la Fiat 131 de Markku Alén. Mäkinen récidive dans le second secteur chronométré, les écarts entre les premiers restant toutefois très faibles. Au terme de ce tronçon, Stig Blomqvist doit renoncer : à la réception d'une bosse, sa Saab 99 a atterri sur une pierre, et l'enfoncement de la protection inférieure a provoqué une fuite d'huile au carter de boîte de vitesses. Son coéquipier Per Eklund n'ira guère plus loin, une canalisation d'huile cassée dans la quatrième épreuve chronométrée entraînant le serrage d'un piston. Très vite, la course tourne en un duel entre Mäkinen et Alén, qui grignote peu à peu son retard, pour revenir à une seconde du leader à l'issue de la septième spéciale. Sur la deuxième Escort d'usine, Ari Vatanen est remonté à la troisième place, non loin des deux premiers. Mais dans le tronçon de Mynnila, long de 22 kilomètres, Mäkinen, gêné par des problèmes d'alimentation, perd une trentaine de secondes sur Alén et Vatanen qui s'emparent des deux premières places. Ces deux hommes vont faire pratiquement jeu égal dans les spéciales suivantes, Alén conservant un léger avantage, jusqu'au secteur d'Enonlahti où Vatanen sort de la route et effectue un tonneau; il parvient à repartir et à terminer la spéciale, mais abandonne aussitôt, son Escort n'étant pas réparable. Mäkinen, malgré ses problèmes de carburation, prend alors la seconde place. Au point d'assistance, on va découvrir que de l'eau a été mélangée au carburant lors d'un ravitaillement ; l'opération de vidange du réservoir et du circuit d’alimentation ne pourra se faire dans les délais, entraînant une pénalisation et la perte de deux places au profit d'Airikkala et d'Mikkola (Toyota). Alén en profite pour creuser l'écart, rejoignant Savonlinna, terme de cette étape, avec plus de deux minutes d'avance sur Airikkala. Mikkola, troisième, a conservé l'avantage sur Mäkinen. Les deux Saab 99 officielles ayant abandonné en tout début de course, ce sont les deux Saab 96 de Tapio Rainio et de Simo Lampinen (qui a écopé de trois minutes de pénalisation à cause d'une panne sèche), respectivement cinquième et sixième, qui sauvent l'honneur de la marque. Septième, l'Escort de Markku Saaristo domine nettement le groupe 1.

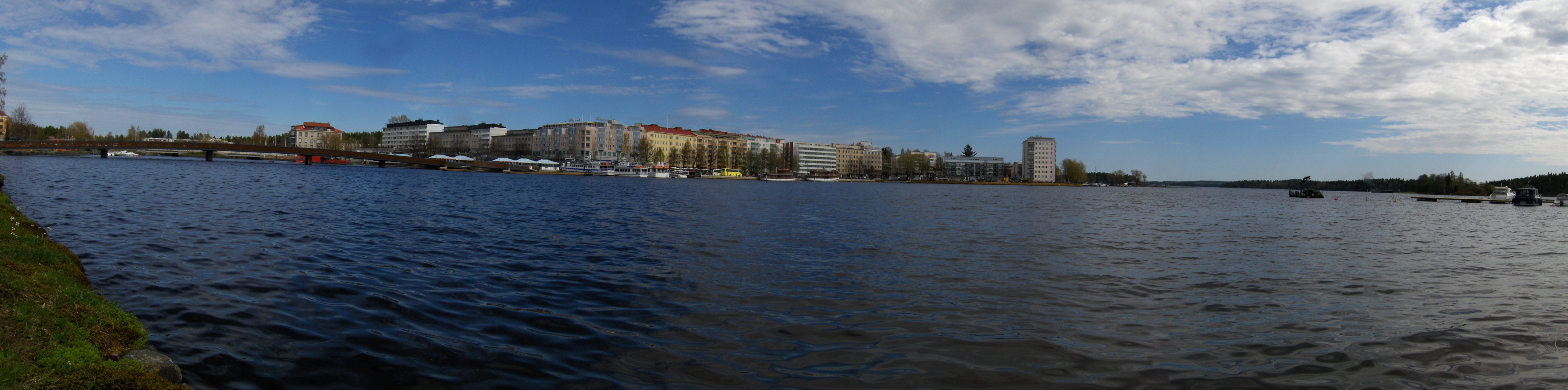
Savonlinna, terme de la première étape

| Pos. | Pilote           | Copilote         | Voiture            | Groupe | Écart        |
| ---- | ---------------- | ---------------- | ------------------ | ------ | ------------ |
| 1    | Markku Alén      | Ilkka Kivimäki   | Fiat 131 Abarth    | 4      |              |
| 2    | Pentti Airikkala | Risto Virtanen   | Ford Escort RS1800 | 4      | + 2 min 11 s |
| 3    | Hannu Mikkola    | Arne Hertz       | Toyota Celica      | 4      |              |
| 4    | Timo Mäkinen     | Henry Liddon     | Ford Escort RS1800 | 4      |              |
| 5    | Tapio Rainio     | Erkki Nyman      | Saab 96 V4         | 4      |              |
| 6    | Simo Lampinen    | Juhani Markkanen | Saab 96 V4         | 4      |              |
| 7    | Markku Saaristo  | Timo Alanen      | Ford Escort RS2000 | 1      |              |

### Deuxième étape
Les 52 équipages rescapés repartent de Savonlinna le samedi à 16 heures. C'est Mikkola qui se montre le plus rapide sur les deux premières spéciales, au cours desquelles Alén perd une quarantaine de secondes sur son dauphin, le moteur de sa Fiat ne tournant plus que sur trois cylindres, à cause d'une électrode de bougie cassée. Le remplacement des bougies est aussitôt effectué, mais un piston a été endommagé et l'issue de la course devient incertaine. Alén, tout en ménageant sa mécanique, va parvenir à gérer son avance sur Airikkala jusqu'au terme de la course, regagnant Jyväskylä en tête, devançant son principal adversaire de 45 secondes. Derrière les deux premiers, Mikkola et Mäkinen ont maintenu leurs positions, tandis que Lampinen prend la cinquième place, après un long duel avec la Datsun de Timo Salonen. Saaristo, neuvième, s'impose nettement en groupe 1.

### Classements intermédiaires
Classements intermédiaires des pilotes après chaque épreuve spéciale

### Classement général

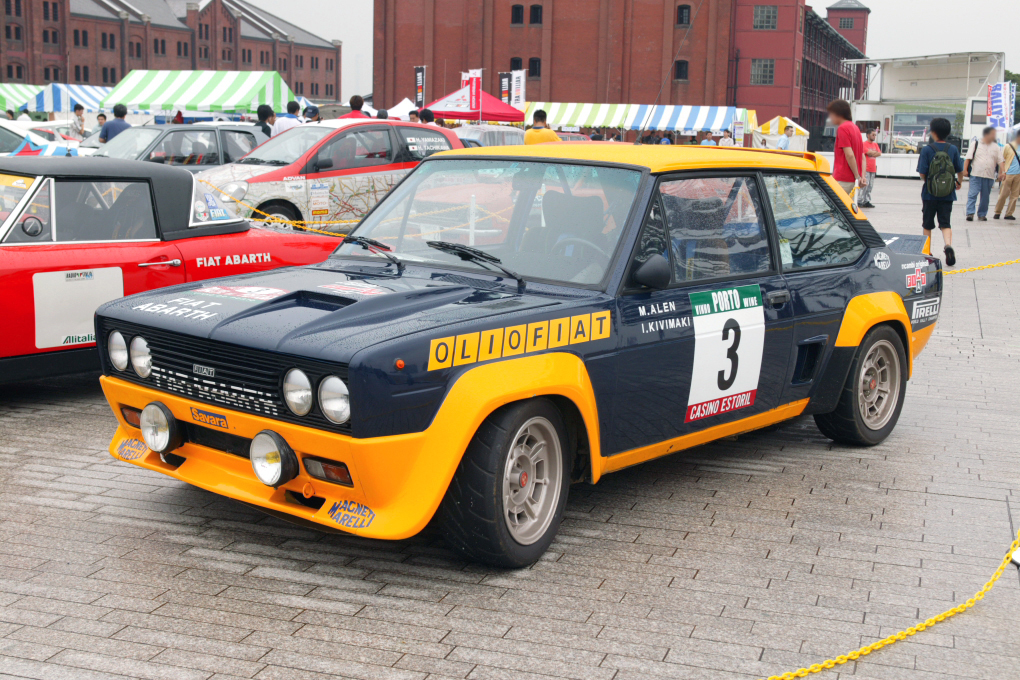
Première victoire en championnat du monde pour la Fiat 131 Abarth.

| Pos | No | Pilote           | Copilote         | Voiture             | Temps           | Écart         | Groupe |
| --- | -- | ---------------- | ---------------- | ------------------- | --------------- | ------------- | ------ |
| 1   | 3  | Markku Alén      | Ilkka Kivimäki   | Fiat 131 Abarth     | 4 h 10 min 18 s |               | 4      |
| 2   | 12 | Pentti Airikkala | Risto Virtanen   | Ford Escort RS1800  | 4 h 11 min 03 s | + 45 s        | 4      |
| 3   | 1  | Hannu Mikkola    | Arne Hertz       | Toyota Celica       | 4 h 13 min 32 s | + 3 min 14 s  | 4      |
| 4   | 4  | Timo Mäkinen     | Henry Liddon     | Ford Escort RS1800  | 4 h 17 min 12 s | + 6 min 54 s  | 4      |
| 5   | 5  | Simo Lampinen    | Juhani Markkanen | Saab 96 V4          | 4 h 20 min 00 s | + 9 min 42 s  | 4      |
| 6   | 13 | Timo Salonen     | Jaakko Markkula  | Datsun 160J         | 4 h 20 min 06 s | + 9 min 48 s  | 4      |
| 7   | 10 | Tapio Rainio     | Erkki Nyman      | Saab 96 V4          | 4 h 21 min 39 s | + 11 min 21 s | 4      |
| 8   | 18 | Jari Vilkas      | Juhani Soini     | Saab 96 V4          | 4 h 25 min 12 s | + 14 min 54 s | 4      |
| 9   | 20 | Markku Saaristo  | Timo Alanen      | Ford Escort RS2000  | 4 h 25 min 44 s | + 15 min 26 s | 1      |
| 10  | 14 | Leif Asterhag    | Claes Billstam   | Toyota Corolla 1600 | 4 h 29 min 16 s | + 18 min 58 s | 4      |

### Hommes de tête
- ES1 à ES7 :  Timo Mäkinen -  Henry Liddon (Ford Escort RS1800)
- ES8 à ES45 :  Markku Alén -  Ilkka Kivimäki (Fiat 131 Abarth)

### Vainqueurs d'épreuves spéciales
- Pentti Airikkala -  Risto Virtanen (Ford Escort RS1800) : 17 spéciales (ES 16, 19, 21, 23 à 31, 33, 40, 42, 44, 45)
- Markku Alén -  Ilkka Kivimäki (Fiat 131 Abarth) : 16 spéciales (ES 3, 5 à 7, 9 à 15, 17, 18, 20, 32, 36)
- Timo Mäkinen -  Henry Liddon (Ford Escort RS1800) : 6 spéciales (ES 1, 2, 4, 25, 38, 41)
- Hannu Mikkola -  Arne Hertz (Toyota Celica) : 6 spéciales (ES 21, 22, 34, 35, 37, 44)
- Ari Vatanen -  Atso Aho (Ford Escort RS1800) : 2 spéciales (ES 8, 9)
- Timo Salonen -  Jaakko Markkula (Datsun 160J) : 1 spéciale (ES 39)
- Simo Lampinen -  Juhani Markkanen (Saab 96 V4) : 1 spéciale (ES 43)

## Résultats des principaux engagés
| No | Pilote            | Copilote              | Voiture             | Groupe | Classement général                           | Class. groupe |
| -- | ----------------- | --------------------- | ------------------- | ------ | -------------------------------------------- | ------------- |
| 1  | Hannu Mikkola     | Arne Hertz            | Toyota Celica       | 4      | 3e à 3 min 14 s                              | 3e            |
| 2  | Stig Blomqvist    | Hans Sylvan           | Saab 99 EMS         | 4      | ab. après la 2e spéciale (boîte de vitesses) | -             |
| 3  | Markku Alén       | Ilkka Kivimäki        | Fiat 131 Abarth     | 4      | 1er                                          | 1er           |
| 4  | Timo Mäkinen      | Henry Liddon          | Ford Escort RS1800  | 4      | 4e à 6 min 54 s                              | 4e            |
| 5  | Simo Lampinen     | Juhani Markkanen      | Saab 96 V4          | 4      | 5e à 9 min 42 s                              | 5e            |
| 6  | Per Eklund        | Björn Cederberg       | Saab 99 EMS         | 4      | ab. dans 4e spéciale (canalisation d'huile)  | -             |
| 9  | Ari Vatanen       | Atso Aho              | Ford Escort RS1800  | 4      | ab. dans 13e spéciale (sortie de route)      | -             |
| 10 | Tapio Rainio      | Erkki Nyman           | Saab 96 V4          | 4      | 7e à 11 min 21 s                             | 7e            |
| 11 | Anders Kulläng    | Claes-Göran Andersson | Opel Kadett GT/E    | 4      | ab. dans 18e spéciale (moteur)               | -             |
| 12 | Pentti Airikkala  | Risto Virtanen        | Ford Escort RS1800  | 4      | 2e à 45 s                                    | 2e            |
| 13 | Timo Salonen      | Jaakko Markkula       | Datsun 160J         | 4      | 6e à 9 min 48 s                              | 6e            |
| 14 | Leif Asterhag     | Claes Billstam        | Toyota Corolla 1600 | 4      | 10e à 18 min 58 s                            | 9e            |
| 17 | Kyösti Hämäläinen | Urpo Vihervaara       | Ford Escort RS2000  | 1      | ab. dans 10e spéciale (sortie de route)      | -             |
| 18 | Jari Vilkas       | Juhani Soini          | Saab 96 V4          | 4      | 8e à 14 min 54 s                             | 8e            |
| 20 | Markku Saaristo   | Timo Alanen           | Ford Escort RS2000  | 1      | 9e à 15 min 26 s                             | 1er           |
| 21 | Timo Mäkelä       | Juhani Korhonen       | Chrysler Avenger    | 1      | 11e à 20 min 05 s                            | 2e            |
| 24 | Pauli Toivonen    | Martti Tiukkanen      | Chrysler Avenger    | 2      | 13e à 26 min 17 s                            | 1er           |
| 25 | Jaakko Markula    | Asko Nevalainen       | Ford Escort RS2000  | 1      | 12e à 21 min 45 s                            | 3e            |
| 37 | Erkki Pitkänen    | Seppo Harjanne        | Chrysler Avenger    | 1      | 14e à 29 min 01 s                            | 4e            |
| 43 | Guy Chasseuil     | Henning Wünsch        | Ford Escort RS2000  | 1      | ab. dans 3e spéciale (train avant ouvert)    | -             |
| 76 | Jean-Paul Luc     | Christian de Roux     | Citroën CX 2200     | 2      | ab. dans 11e spéciale                        | -             |

## Classement du championnat à l'issue de la course
- attribution des points : 20, 15, 12, 10, 8, 6, 4, 3, 2, 1 respectivement aux dix premières marques de chaque épreuve (sans cumul, seule la voiture la mieux classée de chaque constructeur marque des points)
- seuls les sept meilleurs résultats (sur dix épreuves) sont retenus pour le décompte final des points.

| Pos. | Marque         | Points | M-C | SUE | POR | SAF | ACR | MAR | FIN | SAN | COR | RAC |
| ---- | -------------- | ------ | --- | --- | --- | --- | --- | --- | --- | --- | --- | --- |
| 1    | Lancia         | 62     | 20  | 10  | 20  | -   | -   | 12  | -   |     |     |     |
| 2    | Opel           | 42     | 10  | 12  | 12  | -   | 8   | -   | -   |     |     |     |
| 3    | Datsun         | 36     | -   | -   | 6   | 4   | 20  | -   | 6   |     |     |     |
| 4    | Peugeot        | 30     | -   | -   | -   | 10  | -   | 20  | -   |     |     |     |
| 5    | Saab           | 28     | -   | 20  | -   | -   | -   | -   | 8   |     |     |     |
| 6    | Toyota         | 27     | -   | -   | 15  | -   | -   | -   | 12  |     |     |     |
| 6=   | Ford           | 27     | 8   | -   | 4   | -   | -   | -   | 15  |     |     |     |
| 8    | Fiat           | 26     | 6   | -   | -   | -   | -   | -   | 20  |     |     |     |
| 9    | Mitsubishi     | 20     | -   | -   | -   | 20  | -   | -   | -   |     |     |     |
| 10   | Alpine-Renault | 15     | -   | -   | -   | -   | 15  | -   | -   |     |     |     |
| 11   | Alfa Romeo     | 12     | 1   | -   | -   | 1   | 10  | -   | -   |     |     |     |
| 12   | Citroën        | 10     | -   | -   | -   | -   | -   | 10  | -   |     |     |     |
| 13   | Lada           | 6      | -   | -   | -   | -   | 6   | -   | -   |     |     |     |
| 13=  | Renault        | 6      | -   | -   | -   | -   | -   | 6   | -   |     |     |     |
| 15   | Porsche        | 4      | 4   | -   | -   | -   | -   | -   | -   |     |     |     |
| 15=  | Volvo          | 4      | -   | 4   | -   | -   | -   | -   | -   |     |     |     |
| 15=  | BMW            | 4      | -   | -   | -   | -   | 4   | -   | -   |     |     |     |
| 18   | Mazda          | 3      | -   | -   | 3   | -   | -   | -   | -   |     |     |     |
| 18=  | Volkswagen     | 3      | -   | -   | -   | -   | 3   | -   | -   |     |     |     |
| 20   | Wartburg       | 1      | -   | -   | -   | -   | 1   | -   | -   |     |     |     |